# 桜金造
桜 金造（さくら きんぞう、1956年〈昭和31年〉12月29日 - ）は、日本のコメディアン、俳優。本名は佐藤 茂樹（さとう しげき）。旧芸名は佐藤 金造（さとう きんぞう）。「桜金造」の名付け親は松田優作。
広島市南区宇品生まれ、東京都杉並区荻窪育ち。過去に渡辺プロダクション、太田プロダクションに所属し、有限会社イブエンタープライズ所属から、現在は株式会社シンコーアソシエイツに所属。血液型はO型。
TBSの『ぎんざNOW!』素人コメディアン道場でデビュー。1975年、小林まさひろらとともにコメディ集団ザ・ハンダースを結成（1980年に解散）。その後、アゴ勇とのコンビ「アゴ&キンゾー」での活動や、俳優としての映画『タンポポ』『マルサの女』などへの出演で知られる。また、1990年代以降は怪談の語り手としても活動している。

## 来歴・人物

### 芸能界へ
保善高等学校から東京都立井草高等学校定時制に編入学して卒業。高校在学中に交通事故に遭い、片方の足がある程度の角度以上曲げることができず、長時間正座できないなどの後遺症が残る。
高校卒業後は国士舘大学に進学したが中退した。
1975年、清水アキラやアパッチけん（中本賢）らとザ・ハンダースを結成、『笑って!笑って!!60分』（TBS）に出演し、ブレイクする。

### お笑い芸人として活躍
ハンダース解散後、アゴ勇とのコンビ「アゴ&キンゾー」を組み、『お笑いスター誕生!!』（日本テレビ）で10週勝ち抜き、第7代チャンピオンとなる。実在の遊園地である小山ゆうえんちのCMをパロディ化した「小山ゆ〜えんちぃ〜」というギャグで一躍有名となり、逆に本家・小山ゆうえんちのCMキャラクターとして使われたりもした。
「にぎりっ屁」の元祖でもある。

### 俳優への転身
その後、「アゴ&キンゾー」を解散。金造はモト冬樹（元ビジーフォー）と「AJAPA」というコンビを組み、『ザ・テレビ演芸』8代目グランドチャンピオンになるが、短期間で解散した。
そして俳優としての活動を始めるが、最初は当たり役がほとんどなかった。当初は本名で活動していたが、『竜二』（1983年、東映セントラルフィルム）の撮影の際、たまたま現場を訪れていた松田優作から飲みに誘われた際、「桜金造にしなさいよ。」と言われてしまう。当初は「『桜』なんて変な苗字はイヤなので、せめて『桜田』や『桜木』といった苗字らしいものにしてほしい」と談判したが、「『桜』の何が気にいらないんだ!』と優作に凄まれたため、泣く泣くその名前を芸名とする。
伊丹十三監督の『タンポポ』に、元ラーメン職人の運転手役で出演。実在するモデルがいる役で、「顔がよく似ている」というのが抜擢理由。伊丹は自宅までわざわざ桜を探しに来たという。続く『マルサの女』では、従来の金造のキャラクターとは異なるシリアスな国税査察官を演じ、映画のヒットとともに俳優としての地位を確立した。
俳優業の傍ら、バラエティ番組への出演も続け、『ビートたけしのお笑いウルトラクイズ』でのワニとの戦いは伝説となっている。1990年代以降は怪談の語り手としても活動。実話怪談形式の著書を多数出版した。
離婚歴が1回あり、妻との間に3男1女がいる。離婚の原因は「酒癖が悪かったため」である。後に『目撃!ドキュン』の企画で「3か月間で酒を断ち切れば復縁する」との条件で断酒修行をするが、結局断酒できず、復縁は破談になった。その後2013年5月になって復縁した。
過去には女優である安永亜衣とのロマンス報道があり、金造が『徹子の部屋』（テレビ朝日）に出演した際にそのことを紹介され、照れくさそうな顔をしたことがある。
離婚したばかりの頃、バラエティーでフレンチ・ブルドッグを飼っている事を明かし、納豆が大好物という珍しい犬だった。
2005年2月16日にリリースされたケツメイシのシングル『さくら』のCDジャケットに登場した。

### 怪談タレント
芸人・俳優としての活動と平行して怪談噺の語り手としても活躍。稲川淳二と共に怪談噺をリードする一人である。

### 政治活動
2007年3月16日、2007年東京都知事選挙へ出馬。報道陣に「15日夜の（都知事選立候補予定の）公開討論会で、自分と似た意見の候補がいなかった」と出馬理由を語った。選挙戦では福祉政策を中心に訴えたが、結果は6万9,526票で石原慎太郎、浅野史郎、吉田万三、黒川紀章、ドクター・中松に次いで6位だった。
落選後、『行列のできる法律相談所』（日本テレビ）で選挙戦を振り返り、司会の島田紳助から「（東京都知事選挙出馬は）めっちゃいいプロモーションになったやん?」と問われると、金造自ら「うん」と認めてしまい、さらに、金造自身もともと当選するつもりも勝算もなかったことを明らかにした。
同年5月16日には、建築家で共生新党代表の黒川紀章と密会。黒川は共生新党からの金造擁立について「可能性はゼロではない。他の候補とのかねあいもある。政策次第です」と前向きな姿勢を示した。
現在は「西東京」という名のロックバンドを結成し、ヴォーカリストとしても活動している。

### 療養
2013年2月12日、自宅浴室で脳内出血のため倒れ、病院で右側頭部血腫の除去手術を受ける。病状は安定しているものの左半身と口元にマヒがあり、リハビリを続けている。同年5月19日に「西東京」のライブを開き、仕事復帰した。その後、同年6月25日に杏林大学医学部付属病院を退院している。

## 作品

### シングル
- ハンダースの思い出の渚（ザ・ハンダース）
- 世界最強の愛のテーマ!!（アゴ&キンゾー） - 元YMOの高橋幸宏プロデュース作品。
- 冬は必ず春となる
- 居残り佐平次

### ビデオ
- 桜金造のたのしい怪談（1997年、バンダイビジュアル）
- TV放送禁止シリーズ「真夜中のきもだめし〜何かが起きても知らないよん〜」（1999年、トランスフォーマー）
- TV放送禁止シリーズ「心霊黙示録〜悪魔の棲むビデオ〜」（1999年、トランスフォーマー）
- TV放送禁止シリーズ「きもだめし2000」（2000年、トランスフォーマー）
- TV放送禁止シリーズ「きもだめしスペシャル」（2001年、トランスフォーマー）
- TV放送禁止シリーズ「13日の金造日」（2001年、トランスフォーマー）
- TV放送禁止シリーズ「金造スペシャル」（2004年、トランスフォーマー）

## 出演

### テレビドラマ
- 元祖おじゃまんが山田くん（1984年、フジテレビ）
- 親戚たち（1985年、フジテレビ）
- 意地悪ばあさん 北海道へ追放?の巻（1985年、フジテレビ） - カメラマン 役
- 遊びじゃないのよ、この恋は（1986年、TBS）
- 総務部総務課山口六平太（1988年、NHK総合） - 関根 役
- さよなら李香蘭（1989年、フジテレビ）
- 女ねずみ小僧 スペシャル1 いけないことだぞ！大江戸マラソン博奕地獄（1990年、フジテレビ） - 半助 役
- 世にも奇妙な物語「死ぬほど好き」（1990年、フジテレビ）
- 大河ドラマ（NHK総合）
  - 太平記（1991年） - 和田五郎 役
  - 平清盛（2012年） - 周新 役
- 世にも奇妙な物語「もうひとり」（1991年、フジテレビ）
- 世にも奇妙な物語「人形」（1992年、フジテレビ）
- 赤かぶ検事の逆転法廷（1992年、ABC・松竹） - 吉沢検察事務官 役
- 腕におぼえあり3（1993年、NHK総合） - 権三 役
- 闇を斬る!大江戸犯科帳（1993年3月 - 12月、日本テレビ・ユニオン映画） - 小笠原密偵・助六 役
- 同居人カップルの殺人推理旅行（1995年、テレビ朝日） - 西口刑事 役
- 外科医柊又三郎（1995年） ‐ 関根万作
- 金曜エンタテイメント「美人三姉妹温泉芸者が行く!1 那須なみだ雪殺人事件」（1995年2月、フジテレビ） - 岡林警部補 役
- 英二ふたたび（1997年、フジテレビ）
- 踊る大捜査線（1997年、フジテレビ）
- ウルトラマンダイナ（毎日放送・円谷プロダクション） - ミジー・ドルチェンコ役
  - 第13話「怪獣工場」（1997年）
  - 第30話「侵略の脚本（シナリオ）」（1998年）
- ケイゾク（1999年、TBS）
- プリズンホテル（1999年、テレビ朝日）
- 松本清張特別企画・顔（1999年、TBS） - スナックの客 役
- 水戸黄門 第36部 第13話「お江戸から来た凸凹家族-萩-」（2006年、TBS） - 安五郎 役
- 炎神戦隊ゴーオンジャー（2008年、テレビ朝日） - 正真正銘本物のサンタクロース 役

#### WEB ドラマ
- グラウエンの鳥籠

### バラエティー
- 上海紅鯨団が行く（1986年 - 1987年、フジテレビ）
- クイズ百点満点（1993年10月 - 1994年3月、NHK総合）
- コメディーお江戸でござる（1995年 - 2004年、NHK総合）
- コメディー道中でござる（2004年 - 2006年、NHK総合）
- ビートたけしのお笑いウルトラクイズ（日本テレビ）
- 行列のできる法律相談所（日本テレビ）
- くりぃむナントカ（テレビ朝日）
- ジャイケルマクソン（毎日放送）
- おねだりマスカットSP!第37回（テレビ大阪）
- どうも!にほんご講座です。（2011年、NHK Eテレ）

### 映画
- 鬼龍院花子の生涯（1982年、東映）
- 竜二（1983年、東映セントラルフィルム）
- 愛染恭子の未亡人下宿（1984年、にっかつ）
- 北の螢（1984年、東映）
- 野蛮人のように（1985年、東映）
- タンポポ（1985年、東宝）
- マルサの女（1987年、東宝）
- マルサの女2（1988年、東宝）
- ふ・し・ぎ・なBABY（1988年、東宝）
- 極道渡世の素敵な面々（1988年、東映）
- バカヤロー!2 幸せになりたい。（1989年、松竹）
- 君は僕をスキになる（1989年、東宝）
- バタアシ金魚（1990年、シネセゾン）
- パチンコ物語（1990年、松竹）
- ボクが病気になった理由（1990年、アルゴプロジェクト）
- 夏のページ（1990年、にっかつ）
- 渋滞（1991年、アルゴプロジェクト）
- 幕末純情伝（1991年、松竹）
- まあだだよ（1993年、東宝）
- 人間交差点（ヒューマンスクランブル） 道（1993年、パイオニアLDC）
- とられてたまるか!?（1994年、東宝）
- プロゴルファー織部金次郎2 パーでいいんだ（1994年、東映アストロ）
- 元祖パチンコ物語・温泉珍道中（1994年、ケイエスエス）
- 元祖パチンコ物語・駅前戦争（1994年、ケイエスエス）
- 怖がる人々（1994年、松竹）
- 菜の花配達便（1996年、パル企画）
- もうDEBUなんて言わせない!（1997年、東映）
- 一生、遊んで暮らしたい（1998年、ギャガ・コミュニケーションズ）
- 踊る大捜査線 THE MOVIE（1998年、東宝）
- ショムニ（1998年、松竹）
- のど自慢（1999年、シネカノン）
- BOY MEET THE FUTURE Juvenile ジュブナイル（2000年、東宝）
- 竜二Forever（2002年、アミューズピクチャーズ）
- ひいろ（2006年、シネマート六本木）
- 劇場版 さらば仮面ライダー電王 ファイナル・カウントダウン（2008年、東映） - 大工 役
- 希望ヶ丘夫婦戦争（2009年、BIO-TIDE）専務 役
- ポテチ（2012年、ショウゲート）

### ビデオ
- いつか帰ろう（1990年）
- 平成恋愛大図鑑 うっそぴょ〜ん!（1991年）
- 平成恋愛大図鑑 日本一パンツを脱がない男（1991年）
- 二代目パチンコ物語 一発勝負必勝篇（1991年）
- シャウト 天使の叫び（1992年）
- ゆけゆけAV新撰組 天使たちのHな大戦争（1992年）
- OH!PINK こちら! H編集部!!（1993年）
- どチンピラ13 処女宮破り（1995年）
- 湘南爆走族 帰ってきた伝説の5人（1997年）
- 俺の空 刑事編（1998年）
- 鍵師カチリ（1998年）
- あばれブン屋（1998年）
- 杉沢村伝説 完全無削除 絶対恐怖版（2001年）
- ウルトラマンダイナ 帰ってきたハネジロー（2001年）
- 本当にあった!!都市伝説（2003年）
- HOKURO 〜百発病伝説〜（2003年）
- TVオクラ入りシリーズ 駅弁を食べよう! 〜九州駅弁60食完食の旅〜（2013年）

### CM
- イトウ製菓「ミスターイトウ バタークッキー」（1984年、観客アンケート篇） - 司会者 役
- ミツカン「ぽんしゃぶ・ごましゃぶ」（1989年 - 1991年） - サラリーマン 役（縄で縛った土鍋を背負い、右手にしゃぶしゃぶの材料が入ったレジ袋を持っている）
- 小山ゆうえんち（1990年） - 自身のギャグが切っ掛けでテレビCMに出演した。ギャグの詳細は先述。

## 書籍

### 著書
- 『背筋の凍る話』（1999年7月、リイド社）ISBN 978-4845815807
- 『背筋の凍る話 PART II』（2000年7月、リイド社）ISBN 978-4845815852
- 『背筋の凍る話 PART III』（2001年6月、リイド社）ISBN 978-4845815876
- 『背筋の凍る話 PART IV』（2002年6月、リイド社）ISBN 978-4845823017

### コミック
- 『コミック桜金造背筋の凍る話交通事故』（2002年7月5日、リイド社）ISBN 978-4845823178
- 『背筋の凍る話 暗闇のエレベーター』（2003年8月7日、リイド社）ISBN 978-4845824267
- 『コミック桜金造背筋の凍る話 テレビの中に棲む男』（2004年8月10日、リイド社）ISBN 978-4845828289
- 『コミック桜金造背筋の凍る話 黄色い車』（2005年7月11日、リイド社）ISBN 978-4845826520
- 『コミック桜金造背筋の凍る話 放送できないビデオ』（2006年7月12日、リイド社）ISBN 978-4845831883
- 『コミック桜金造背筋の凍る話 倫敦の怪』（2008年6月20日、リイド社）ISBN 978-4845837236
- 『コミック背筋の凍る話総集編』（2009年7月25日、リイド社）ISBN 978-4845838448